# Mưa acid
Mưa acid là hiện tượng mưa hoặc bất cứ dạng giáng thủy nào khác mà có tính chất acid một cách bất thường, tức là nó có độ ion hydro cao (pH thấp). Hầu hết các loại nước, bao gồm cả nước uống, có mức pH trung tính từ 6,5 đến 8,5, nhưng mưa acid có chỉ số pH thấp hơn, trung bình từ 4–5. Mưa acid càng có tính acid cao thì chỉ số pH càng thấp.
Mưa acid được tạo ra bởi lượng khí thải SO2 và NxOy từ các quá trình phát triển sản xuất con người tiêu thụ nhiều than đá, dầu mỏ và các nhiên liệu tự nhiên khác. Từ thập niên 1970, một số quốc gia đã từng cố gắng giảm thải lượng lưu huỳnh dioxide và nitơ oxide vào khí quyển với những kết quả khả quan. Nitơ oxide cũng có được tạo ra từ tia sét, và lưu huỳnh dioxide cũng được tạo ra từ các vụ phun trào núi lửa. Mưa acid ảnh hưởng nghiêm trọng đến rừng, nguồn nước nhạt, và đất làm chết côn trùng và thủy sinh, tróc sơn, ăn mòn các kết cấu thép như cầu, và phong hóa các toà nhà và tượng bằng đá cũng như ảnh hưởng đến sức khỏe của con người.

## Lịch sử
Ảnh hưởng ăn mòn của không khí thành phố bị ô nhiễm và có tính acid lên đá vôi và đá hoa được ghi nhận vào thế kỷ XVII bởi John Evelyn, ông cho rằng đó là do điều kiện kém của đá hoa Arundel. Kể từ cuộc cách mạng công nghiệp, phát thải khí dioxide lưu huỳnh và oxide ni-tơ vào khí quyển đã tăng lên. Năm 1852, Robert Angus Smith là người đầu tiên đưa ra mối quan hệ giữa mưa acid và ô nhiễm khí quyển ở Manchester, Anh.
Mặc dù mưa acid được phát hiện năm 1853, nhưng mãi đến cuối thập niên 1960 các nhà khoa học mới bắt đầu quan sát và nghiên cứu hiện tượng này rộng rãi. Thuật ngữ "mưa acid" được Robert Angus Smith đưa ra năm 1872. Canadian Harold Harvey là một trong những người đầu tiên nghiên cứu hồ "chết". Việc nâng cao nhận thức cộng đồng về mưa acid ở Hoa Kỳ được tăng cao trong thập niên 1970 sau khi tờ The New York Times cho đăng tải các báo cáo về Hubbard Brook Experimental Forest ở New Hampshire về những tác động tiêu cực đến môi trường vô kể của mưa acid.
Các số liệu pH được ghi nhận thường xuyên trong nước mưa và nước sương dưới 2,4 ở các khu vực công nghiệp hóa. Mưa acid công nghiệp là một vấn đề quan trọng đối với Trung Quốc và Nga và các khu vực dưới hướng gió của chúng. Những khu vực này đốt các nhiên liệu than chứa lưu huỳnh để cấp nhiệt và phát điện.
Vấn nạn mưa acid không chỉ tăng theo tốc độ phát triển dân số và công nghiệp mà còn ngày trở nên phân bố rộng rãi hơn. Việc sử dụng các ống khói cao để giảm ô nhiễm đã góp phần phát tán mưa acid bằng cách thải khí thải vào khu vực tuần hoàn của khí quyển..

### Lịch sử mưa acid ở Việt Nam
Ở Việt Nam đã xuất hiện mưa acid ở bán đảo Cà Mau năm 1998.
Tỉnh Cà Mau của Việt Nam không phải là một khu công nghiệp phát triển, vì vậy nguyên nhân gây ra mưa acid ngoài những tác động cục bộ như: hoạt động giao thông vận tải, nạn cháy rừng, đốt rừng,... cần phải xem xét đến những tác động khác như khói công nghiệp, hoạt động của núi lửa và cả những nguyên nhân xuất phát từ các vùng lân cận như Indonesia, Philipines, Malaysia,... do gió mang đến.
Hiện nay, tình trạng mưa acid đang tăng lên đáng kể. Mưa acid tập trung chủ yếu ở các thành phố lớn cũng là các khu công nghiệp, khu chế xuất: Hà Nội, Hải Phòng, Việt Trì, Đà Nẵng, Cần Thơ, thành phố Hồ Chí Minh, Bình Dương,... Tại khu vực thành phố Cần Thơ, tần suất xuất hiện mưa acid trung bình trong mười năm đã lên đến 58%. Ở Tây Ninh tần suất xuất hiện mưa acid trung bình trong mười năm cũng ở con số 57,9%

## Nguyên nhân
Có rất nhiều nguyên nhân dẫn đến hiện tượng mưa acid như sự phun trào của núi lửa hay các đám cháy... Nhưng nguyên nhân chính vẫn là con người.
Con người đốt nhiều than đá, dầu mỏ mà trong than đá dầu mỏ thường chứa một lượng lưu huỳnh, còn trong không khí lại chứa rất nhiều khí nitơ.
Nguyên nhân của hiện tượng mưa acid là sự gia tăng lượng oxide của lưu huỳnh và nitơ ở trong khí quyển do hoạt động của con người gây nên. Ôtô, nhà máy nhiệt điện và một số nhà máy khác khi đốt nhiên liệu đã xả khí SO2 vào khí quyển. Nhà máy luyện kim, nhà máy lọc dầu cũng xả khí SO2. Trong khi xả, ngoài SO2 còn có khí NO2 được không khí tạo nên ở nhiệt độ cao của phản ứng đốt nhiên liệu. Các loại nhiên liệu như than đá, dầu khí mà chúng ta đang dùng đều có chứa S và N. Khi cháy trong môi trường không khí có thành phần O2, chúng sẽ biến thành SO2 và NO2, rất dễ hòa tan trong nước. Trong quá trình mưa, dưới tác dụng của bức xạ môi trường, các oxide này sẽ phản ứng với hơi nước trong khí quyển để hình thành các acid như H2SO4, acid Sunfurơ, acid Nitric. Chúng lại rơi xuống mặt đất cùng với các hạt mưa hay lưu lại trong khí quyển cùng mây trên trời. Chính các acid này đã làm cho nước mưa có tính acid.

## Quá trình tạo nên mưa acid
Trong thành phần các chất đốt tự nhiên như than đá và dầu mỏ có chứa một lượng lớn lưu huỳnh, 
còn trong không khí lại chứa nhiều nitơ. Quá trình đốt sản sinh ra các khí độc hại như: lưu huỳnh dioxide (SO2) và nitơ dioxide (NO2). Các khí này hòa tan với hơi nước trong không khí tạo thành các acid sunfuric (H2SO4) và acid nitric(HNO3). Khi trời mưa, các hạt acid này tan lẫn vào nước mưa, làm độ pH của nước mưa giảm. Nếu nước mưa có độ pH dưới 5,6 được gọi là mưa acid. Do có độ chua khá lớn, nước mưa có thể hoà tan được một số bụi kim loại và oxide kim loại có trong không khí như oxide chì,... làm cho nước mưa trở nên độc hơn nữa đối với cây cối, vật nuôi và con người.
Quá trình này diễn ra theo các phản ứng hoá học sau đây:
- Lưu huỳnh:

S + O2 → SO2;
Quá trình đốt cháy lưu huỳnh trong khí oxi sẽ sinh ra lưu huỳnh dioxide.
SO2 + OH· → HOSO2·;
Phản ứng hoá hợp giữa lưu huỳnh dioxide và các hợp chất gốc hydroxide.
HOSO2· + O2 → HO2· + SO3;
Phản ứng giữa hợp chất gốc HOSO2· và O2 sẽ cho ra hợp chất gốc HO2· và SO3 (lưu huỳnh trioxide).
SO3(k) + H2O(l) → H2SO4(l);
Lưu huỳnh trioxide SO3 sẽ phản ứng với nước và tạo ra acid sulfuric H2SO4. Đây chính là thành phần chủ yếu của mưa acid.
- Nitơ:

N2 + O2 → 2NO;
2NO + O2 → 2NO2;
3NO2(k) + H2O(l) → 2HNO3(l) + NO(k);
Acid nitric HNO3 chính là thành phần của mưa acid.

## Lắng đọng acid
Lắng đọng ướt
Lắng đọng ướt acid xảy ra dưới bất kỳ hình thức mưa nào (mưa, tuyết,...). Loại bỏ acid trong khí quyển và cung cấp nó cho bề mặt trái đất. Điều này có thể là kết quả của sự lắng đọng của acid được sản xuất trong những giọt mưa hoặc do kết tủa loại bỏ các acid hoặc trong đám mây hoặc dưới các đám mây.
Lắng đọng khô
Lắng đọng acid cũng xảy ra thông qua sự lắng đọng khô trong trường hợp không có mưa. Điều này có thể chiếm khoảng 20 đến 60% của tổng số acid lắng đọng. Điều này xảy ra khi các hạt và các loại khí dính vào mặt đất, thực vật hoặc các bề mặt khác.

## Tác hại
Mưa acid được phát hiện ra đầu tiên năm 1952 nhưng đến những năm 1960 thì các nhà khoa học mới bắt đầu quan sát và nghiên cứu về hiện tượng này. Thuật ngữ "mưa acid" được đặt ra bởi Robert Angus Smith vào năm 1972. Người ta đã thấy rằng mưa acid rất nguy hại đến môi trường sống, trong xây dựng, trong bảo tồn di tích lịch sử...
Phát hiện tại Đức năm 1984 cho thấy, hơn một nửa các cánh rừng của miền Tây nước này đã và đang ở vào thời kỳ bị phá hủy với những mức độ khác nhau và sản lượng gỗ bị hủy ước tính khoảng 800 triệu đô la Mĩ. Hay như ở Thụy Sĩ bị thiệt hại khoảng 12 triệu cây (chiếm 14% diện tích rừng), trong khi đó ở Hà Lan diện tích rừng bị phá hủy lên đến 40%. Sở dĩ mưa acid "giết hại" các khu rừng, vì chúng rửa trôi toàn bộ chất dinh dưỡng và những vi sinh vật có lợi, làm yếu đi sức đề kháng của cây cối, khiến cây dễ bị mắc bệnh do nhiễm ký sinh trùng. Lá cây gặp mưa acid bị "cháy" lấm chấm, mầm chết khô... Thông là loài cây đặc biệt nhạy cảm với mưa acid
Không những thế, mưa acid còn ảnh hưởng xấu tới ao, hồ. Lượng mưa acid đổ vào ao, hồ làm độ pH ở đây bị giảm, các sinh vật sống trong đó bị suy yếu hoặc chết hoàn toàn. Hậu quả là hồ, ao trở thành các thủy vực chết. Cơn mưa acid đầu tiên được phát hiện tại Na Uy vào những năm 50 thế kỷ XX bởi hiện tượng nhiều loài cá trong các hồ của Na Uy bị thoái hóa, cũng trong năm đó Thụy Điển phát hiện 4.000 hồ không có cá, 9.000 hồ bị mất một phần lớn các loài cá đang sinh sống, 20.000 hồ khác bị biến đổi môi trường nước.
Mưa acid không chỉ gây ra những ảnh hưởng trước mắt, mà còn để lại hậu quả lâu dài. Với lượng khí mà nước Mỹ thải vào bầu khí quyển trong năm 1977 là 31 triệu tấn oxide sulfur và 22 triệu tấn oxide nitơ, thì đôi khi, kể cả tuyết cũng có acid. Những bông tuyết thậm chí còn có thể bị nhuốm đen, khi những bông tuyết tan, nguồn nước sinh ra từ đó có nồng độ acid cao gấp 10 lần, so với mưa acid thông thường. Nước này ngấm xuống đất làm tăng độ chua của đất, làm suy thoái đất và gây ảnh hưởng xấu tới nguồn ngầm. Các nhà khoa học ước tính, tại Na Uy có đến 56.000 tấn oxide sulfur theo mưa thấm vào lòng đất /năm, tại Anh các cơn mưa acid diễn ra ở vùng Perth (Scotland), khiến nồng độ acid cao gấp 500 lần so với acid có trong tự nhiên.
Mưa acid ảnh hưởng xấu tới đất do nước mưa ngấm xuống đất làm tăng độ chua của đất, hoà tan các nguyên tố trong đất cần thiết cho cây như calci (Ca), magiê (Mg)... làm suy thoái đất, cây cối kém phát triển. Lá cây gặp mưa acid sẽ bị "cháy" lấm chấm, mầm sẽ chết khô, làm cho khả năng quang hợp của cây giảm, cho năng suất thấp.
Mưa acid có thể làm hỏng các tòa nhà, di tích lịch sử, và những bức tượng, đặc biệt là những người làm bằng đá, như đá vôi và đá cẩm thạch, có chứa một lượng lớn calci cacbonat. Acid trong mưa phản ứng với các hợp chất calci trong đá để tạo ra thạch cao.
Những ảnh hưởng của điều này thường thấy trên bia mộ cũ, nơi mưa acid có thể làm những chữ khắc không đọc được. Mưa acid cũng làm tăng ăn mòn tỷ lệ các kim loại, đặc biệt là sắt, thép,và đồng. Mưa acid làm giảm tuổi thọ các công trình xây dựng, làm lở loét bề mặt bằng đá của các công trình.
Mưa acid gây hư hại các công trình, song cũng đem lại lợi ích đáng kể. Các nhà khoa học vừa phát hiện thấy những cơn mưa chứa acid sunphuaric làm giảm phát thải methane từ những đầm lầy (đầm lầy là nơi sản ra lượng lớn khí methane), nhờ đó hạn chế hiện tượng Trái Đất nóng lên.
Hầu hết tất cả, mưa acid ảnh hưởng xấu đến sức khỏe con người. Nó có thể làm hại chúng ta thông qua không khí và ô nhiễm đất. Mưa acid dẫn đến sự hình thành các hợp chất độc hại bằng cách phản ứng với các hợp chất hóa học tự nhiên. Một khi các hợp chất độc hại được hình thành, họ có thể thấm vào nước uống, và cũng thâm nhập vào chuỗi thực phẩm. Thực phẩm bị ô nhiễm này có thể gây tổn hại các dây thần kinh ở trẻ em, hoặc dẫn đến tổn thương não nghiêm trọng, thậm chí tử vong. Các nhà khoa học nghi ngờ rằng nhôm, một trong những kim loại bị ảnh hưởng bởi mưa acid, có liên quan đến bệnh Alzheimer. Lượng khí thải của nitơ oxide và các vấn đề nguyên nhân sulfur đioxide như kích thích cổ họng, mũi và mắt, đau đầu, hen suyễn và ho khan.

## Khu vực ảnh hưởng
Nơi bị ảnh hưởng đáng kể bởi mưa acid trên toàn cầu bao gồm hầu hết Đông Âu từ Ba Lan về phía bắc vào Scandinavia, thứ ba phía đông của Hoa Kỳ, và đông nam Canada. Vùng bị ảnh hưởng khác bao gồm bờ biển đông nam của Trung Quốc và Đài Loan.

## Lợi ích
Mưa acid đa phần là gây tổn hại đến môi trường. Tuy nhiên, một cuộc điều tra toàn cầu mới đây đã cho thấy thành phần sunphua trong các cơn mưa này có thể ngăn cản Trái Đất ấm lên, bằng việc tác động vào quá trình sản xuất khí methan tự nhiên của vi khuẩn trong đầm lầy. Metan chiếm 22% trong các yếu tố gây ra hiệu ứng nhà kính. Và các vi khuẩn ở đầm lầy là thủ phạm sản xuất chính. Chúng tiêu thụ chất nền (gồm hydro và axetat) trong than bùn, rồi giải phóng methane vào khí quyển. Nhưng trong đầm lầy ngoài vi khuẩn sinh methane, còn có vi khuẩn ăn sunphua cạnh tranh thức ăn với chúng. Khi mưa acid đổ xuống, nhóm vi khuẩn này sẽ sử dụng sunphua, đồng thời tiêu thụ luôn phần chất nền đáng lý được dành cho vi khuẩn sinh methane. Do vậy, các vi khuẩn sinh methane bị "đói" và sản xuất ra ít khí nhà kính. Nhiều thí nghiệm cho thấy phần sunphua lắng đọng có thể làm giảm quá trình sinh methane tới 30%.

## Biện pháp
Những cơn mưa đầu mùa có nguy cơ chứa nhiều chất bẩn nhất, trong đó có các acid H2SO4, HNO3 ... Do đó, chúng ta không nên hứng nước mưa đầu mùa để sinh hoạt.
Một điều nghịch lý là chính các biện pháp chống ô nhiễm, áp dụng ở khu vực xung quanh những cơ sở sản xuất điện, lại góp phần gieo rắc mưa acid trên diện rộng. Do các nhà máy buộc phải xây ống khói thật cao nhằm tránh ô nhiễm cho môi trường địa phương, các hóa chất gây mưa acid đã lan tỏa đi xa hàng trăm, thậm chí hàng nghìn km khỏi nguồn.
Để giảm lượng khí thải SO2 từ các nhà máy nhiệt điện xuống còn 7,84 tỷ tấn năm 2020, trước năm 2005, 80% các nhà máy nhiệt điện phải lắp đặt thiết bị khử sunphua. Đây cũng là một trong những giải pháp hạn chế mưa acid mà nhà nước Trung Quốc đã đề ra năm ngoái. Các nhà máy nhiệt điện lắp đặt thiết bị này sẽ được bán điện với giá cao hơn.
Tuy nhiên, quy định này không dễ thực hiện đối với các nhà máy nhiệt điện lâu đời. Rất ít trong số nhà máy này lắp đặt thiết bị khử sunphua bởi vì để lắp đặt được hệ thống khử sunphua hiệu quả phải chi khoản tiền trị giá 1/3 tổng đầu tư xây dựng một nhà máy nhiệt điện. Họ thà bị phạt còn hơn phải lắp đặt hệ thống khử sunphua. Năm ngoái, Chính phủ Trung Quốc tăng lượng phạt khí thải SO2 từ 210 NDT lên 420 NDT/tấn, năm tới mức phạt sẽ là 630 NDT. Ở tỉnh Quý Châu, chỉ có 2 trong số 9 nhà máy nhiệt điện lắp đặt thiết bị này. Các chuyên gia cho rằng, chính phủ nên đầu tư thêm tiền để nâng cấp nhà máy lâu đời.
Giải pháp kỹ thuật
Đốt tầng sôi cũng làm giảm lượng lưu huỳnh phát ra từ sản xuất năng lượng.
Kiểm soát khí thải xe cộ làm giảm lượng khí thải của các oxide nitơ từ xe có động cơ.
Cần tuân thủ nghiêm ngặt các quy định về phát thải nhằm hạn chế tối đa phát tán SOx và NOx vào khí quyển.
Nâng cao chất lượng nhiên liệu hóa thạch bằng cách loại bỏ triệt để lưu huỳnh và nitơ có trong dầu mỏ và than đá trước khi sử dụng.
Tìm kiếm và thay thế dần các nhiên liệu hóa thạch bằng các nhiên liệu sạch như hydro, sử dụng các loại năng lượng tái tạo thân thiện với môi trường.
Đối với các phương tiện giao thông, tiến hành cải tiến các động cơ theo các tiêu chuẩn EURO để đốt hoàn toàn nhiên liệu, gắn hộp xúc tác để khử NOx (DeNOx) và SOx nhằm hạn chế đến mức thấp nhất lượng khí thải ra.
Điều ước quốc tế
Một số điều ước quốc tế về vận chuyển tầm xa của các chất ô nhiễm trong khí quyển đã được thống nhất ví dụ, phát thải Sulphur Giảm Nghị định thư theo Công ước về dài độ ô nhiễm không khí xuyên biên giới. Canada và Mỹ đã ký Hiệp định chất lượng không khí trong năm 1991. Hầu hết các nước châu Âu và Canada đã ký kết các điều ước.